# 今田佐和子

今田佐和子（こんだ さわこ、1983年〈昭和58年〉7月18日 - ）は、気象予報士。東京都出身。筑波大学第一学群自然学類卒業。株式会社ウェザーニューズの元社員で、予報センターで気象予報士として活躍する傍ら、「SOLiVE24」においてキャスターとして各番組に出演した。

## 略歴
- 2006年 - 株式会社ウェザーニューズ入社。ウェザーニューズ・グローバル予報センター（通称:予報センター 略称:GPEC（ジーペック））配属。
- 2008年7月 - 「ゲリラ雷雨防衛隊」を立ち上げる。
- 2008年9月 - 『めざましテレビ』（フジテレビ系列）で、今田ら「ゲリラ雷雨防衛隊」を密着取材した模様が放送される。
- 2009年4月 - 『SOLiVE24』各番組に出演開始。
- 2009年7月 - 「ゲリラ雷雨防衛隊」の取りまとめ役を任される。『日経スペシャル ガイアの夜明け』（テレビ東京系列）8月18日放送分で、同プロジェクトの中心人物として密着取材を受け、その模様が放送される。
- 2010年4月5日 - 『SOLiVE サンセット』キャスターに就任[1]。
  - 就任当初は日-火と金・土曜の進行を担当していたが、2月7日の番組改編で金曜・土曜の週2回出演に減少となったが、後述する「SOLiVE モーニング」のキャスターとして日曜・月曜の週2回出演となった。
- 2011年2月13日 - 『SOLiVE モーニング』キャスターに就任[2]。
  - 就任開始から2012年1月8日までは日曜・月曜の週2回出演となっていたが、同年1月9日の番組改編で出演回数が週5回に増えた。
- 2011年3月11日 東日本大震災発生当日、サンセットを担当。緊迫した状態の中、落ち着いた放送を行った[3][4][5]。
- 2013年5月1日 - 『SOLiVE ナイト』キャスターに就任[6]。土曜日のリポート＆測るナイト（2013年5月1日～2013年11月23日はウェザーリポートナイト）に出演。
- おもにゲリラ雷雨防衛隊が活動している期間中、メディアからの取材があった際は、前述の中心人物として解説などで取材に答えている。
- 2014年3月2日 - 3月15日の『SOLiVE ナイト』をもってSOLiVEのキャスターを退任することを発表した[7]。
- 2014年3月15日 - 『SOLiVE ナイト』をもってSOLiVE24キャスターを卒業し[8][9][10][11][12]、その後明確な時期は不明だが2014年6月までにウェザーニューズを退社した。

## SOLiVE24での出演状況

### 過去出演していた番組
- 『SOLiVE ムーン』（月曜「はかる企画」コーナー担当、2013年4月29日 -2013年11月）
- 『SOLiVE モーニング』（2011年2月13日 - 2013年6月）※2011年6月27日まで月曜の出演は山田泰葉と隔週で出演し、以降は2012年1月8日まで日曜・月曜の週2回出演、また同年5月までは週5回程度となっていた。その後2013年1月までは週4～5回の出演。2013年1月の新キャスター登場に伴い、出演が縮小。
- 2010年9月8日は改編後初めて『SOLiVE ムーン』へ出演した[注釈 1]。
  - かつて「SOLiVE サンセット」を週5回担当していた時、基本的に水曜・木曜は同番組に出なかったものの、水曜日は11月10日に、木曜日は8月19日・12月16日・2011年1月13日で代演の経験がある[注釈 2]。
  - 2011年2月7日のSOLiVE24番組改編に伴い、「SOLiVE サンセット」の出演はこれまでの週5回から週2回となったものの、新たに週1～2回出演となる「SOLiVE モーニング」の担当キャスターに就任する形となった[注釈 3]。2011年7月以降は、予報センターの業務に専念する関係で「SOLiVE サンセット」の担当から外れ、「SOLiVE モーニング」の出演に一本化、同時に月曜日は毎週出演となった。
  - 2011年8月28日と9月19日は担当番組を休演。但し、休演した分の補完として27日と10月8日は出演した[注釈 4]。
  - 2011年10月18日の火曜日は、澤田がソラウタPV撮影により休演したため「SOLiVE モーニング」を代演。その後同日の「SOLiVE サンセット」にも小野・横町が前述の澤田と同様な理由により手配不可、また喜田勝が当日「SOLiVE トワイライト」と「SOLiVE サンシャイン」を担当済みであったため代演し、自身初のダブルヘッダーとなった。
  - 2011年12月22日の木曜日は、澤田が『ソラトモパーティー2011』出席のため番組を代行。その後、山田も澤田と同様な件かつ原田がこの補充を他番組出演で補う目的で、1年2ヶ月ぶりに『SOLiVE コーヒータイム』へ出演した。
  - 2012年1月28日の土曜日は、『SOLiVE コーヒータイム』に出演後、赤羽橋へ移動して『SOLiVE サタデー』にメインキャストとして初出演を果たした。共演者は横町藍。
  - 2012年2月15日は、当初『SOLiVE モーニング』の後に『SOLiVE コーヒータイム』へ出演する予定だったが、小野・横町・山田の3人が揃って休日で重なってしまい手配ができなかったため、急遽『SOLiVE サンセット』へ出演した[注釈 5]。なお、『SOLiVE コーヒータイム』については原田が出演することで補った。
  - 2012年3月30日は、原田が休暇のため『SOLiVE イブニング』へ出演した。なお、この日は『SOLiVE コーヒータイム』にも出演しており、2番組の掛け持ち出演となった[注釈 6]。
  - 2012年5月21日は、『SOLiVE モーニング』が『SOLiVE スター』金環日食特番放送に伴って休止となったため、『SOLiVE コーヒータイム』のみ出演した。なお、『SOLiVE モーニング』などの2番組を掛け持たずに出演したのは、同年1月9日実施の番組改編以降では初。
  - 2012年5月22日から24日までの3日間と27日は、「SOLiVE24 全国ツアー 会いに行く天気予報」のキャストとして各会場へ登場した[注釈 7]。その関係で、27日を除く22日から26日までの期間は、『SOLiVE モーニング』を休演した[注釈 8]。
  - 2012年5月29日は、『SOLiVE サンセット』を担当する予定だった小野が諸事情で休演、また横町・山田は他番組への出演があったため、同番組を代行した。なお、今田は当日の『SOLiVE モーニング』にも出演しており、約3ヶ月半ぶり2回目となるモーニング・サンセットの2番組掛け持ちとなった。
  - 2012年5月30日は、『SOLiVE モーニング』を担当後に『SOLiVE ナイト』の1コーナー「Talk LiVE night」へ出演した。
  - 2012年6月9日から13日まで、韓国・釜山へ出張のため番組を休演した[注釈 9]。
- 『SOLiVE サンセット』（主に金・土曜担当、2010年4月5日- 2011年7月2日）※2011年2月6日までは月・火・金 - 日曜担当

毎週出演
- 『weathernews LiVE』（2009年10月 - 2010年4月4日）
  - 土・日曜（厳密には日・月曜の早朝）の「ウェザーレポート動向解説（通称:感謝のコーナー）」
- 『SOLiVE ナイト』（土曜担当、2013年5月1日[注釈 10]- 2014年3月15日）

異常気象（同社が規定する警戒レベルがM3の状態）などで番組自体が中止になった場合のほか、「ソラマド」ゾーンのキャスターとして出演した場合などには、出演しないこともあった。
随時出演
- 『SOLiVE24』各番組の10分天気予報解説、（天気予報）見解変更時のレポート、「それ行け!ゲリラ雷雨防衛隊」、「その時天気が動いた」などに随時出演。
- 異常気象（同社災害レベルM3体制）時に放送される速報番組に、キャスター及び解説予報士として出演。

### 「ソラマド」ゾーンキャスター
- 2010年4月5日のSOLiVE24改編まで、SOLiVEキャスターがメインキャスターを担当する、SOLiVE24の「ソラマドゾーン」各番組において、SOLiVEキャスターが出張（中継出演）や病気療養などの理由で欠員となった場合などを中心に、メインキャスターとして出演していた[注釈 13]。主に「ソラマドゾーン」を担当。コーナーを一部変更して実験企画を行ったり、10分天気解説など天気解説のコーナーが拡充されることが多かった[注釈 14]。
  - 出演実績（2010年2月12日現在）
    - 『ソラマド ムーン』 - 2009年10月18日・12月27日
    - 『ソラマド サンシャイン』 - 2009年11月22日
    - 『ソラマド サンセット』 - 2009年11月24日[注釈 15]・12月15日・12月29日・2010年1月15日・1月19日・1月21日 - 23日・2月3日・2月6日・2月8日・2月12日（最近は週2回以上出演している）

### SOLiVE特別番組への出演
- 『ソラトモパーティー2009』（2009年11月30日）

西川里美、寺尾直樹予報士と共にクイズプレゼンターとして出演。
- 『2009今年の感謝from予報センター&weathernews LiVE countdown』（2009年12月31日）

23時頃 - 0時20分頃まで、「2009今年の感謝from予報センター」のトリとして、司会のバシ（石橋知博）・丹羽祐久予報士と共に出演。『NHK紅白歌合戦』になぞらえ「紅白感謝合戦」となったが、今田が作成したプレゼンテーションシートは丹羽のそれに比べ完成度が高かったことなどが評価され、ソラボタン投票の結果、丹羽に勝利する。
- 『2時間たっぷり ソラヨミ講座』（2010年1月1日）
- 『SOLiVE スター』

出演者テロップでは「クルム今田佐和子」と表示。
- 『ソラトモパーティー2010』（2010年12月19日）

内藤邦裕予報士と共にクイズプレゼンターとして出演。
- 『SOLiVE サンセット 新春ソラヨミ講座』（2011年1月1日）

内藤邦裕予報士と共に出演。
- 特別番組『ゲリラ雷雨防衛隊2011 振り返り』（2011年10月9日）

宇野沢達也予報士と共演。
- 『SOLiVE サタデー 年忘れ大晦日特番』（2011年12月31日）

一部コーナーで、キャストの堀田奈津水・山岸愛梨と共演。
- 『SOLiVE サンセット 新春ソラヨミ講座』（2012年1月1日）

喜田勝予報士と共演。
- 『SOLiVE24全国ツアー ～会いに行く天気予報～』（2012年5月22日 - 24日、27日）

22日は堀田奈津水、23日は木島由利香、24日は河村さやか、27日は井田朱音・山岸愛梨とそれぞれ共演。これ以降、Jリーグとのコラボイベント「お天気アカデミー」の出演も実際に試合が行なわれるJリーグチームの本拠地で執り行われている。
- 『ソラトモパーティー2012』（2012年12月7日）

江川清音、澤田南、河村さやか、堀田奈津水、山岸愛梨、横町藍の6人と共に「ウェザーカレッジ」として共演。